# Blue Effect
Blue Effect ist eine 1968 (ursprünglich unter dem Namen Special Blue Effect) gegründete tschechische Band. Nachdem in den 1970er Jahren das kommunistische Regime in der Tschechoslowakei mehrere Bands zwang, englische Namen abzulegen und tschechische anzunehmen, hieß die Gruppe zeitweilig Modrý efekt (Übersetzung von Blue Effect), M. Efekt beziehungsweise auch Modrý Efekt & Radim Hladík.

## Geschichte und Stil
Blue Effect entstand im Jahre 1968, als die Prager Musikszene einen ihrer Höhepunkte erlebte. Ende September entschlossen sich die Musiker Mišík, Kozel und Čech, eine neue Band zu gründen; Radim Hladík, der zu der Zeit als der beste Gitarrist in Prag bezeichnet wurde, verließ die damals führende Band Matadors und schloss sich der Gruppe an. Bereits am 22. Dezember trat Blue Effect beim 2. tschechoslowakischen Beatfestival im Saal Lucerna auf und erreichte einen großen Erfolg: sie wurde zur Entdeckung des Jahres gewählt, Hladík zum Musiker der Saison und ihr Song Slunečný hrob zum Hit der Saison.
Die Gruppe entwickelte eine stilistische Offenheit, wie zwei frühe Kollaborationsalben belegen. Auf dem Album Coniunctio kam es zur Zusammenarbeit mit dem Jazzquartett Jazz Q. Das Ergebnis war eine „Begegnung von Free Jazz und freiem Rock – eine Mischung, wie es sie in einer solchen Stilistik bis dahin noch nirgends auf der Welt gegeben hatte.“ Dabei griffen die Musiker, inspiriert durch Ornette Colemans Album Free Jazz (1961), das Konzept einer doppelten Rhythmusgruppe auf, die sie mit Gitarre (Radim Hladík), Saxophon bzw. Flöte (Jiří Stivín) sowie mit Keyboards (Martin Kratochvíl) in der Frontgruppe ergänzten. Das Resultat war eine „Mischung von freien Soundimprovisationen, harten Rock-Riffs, wilden Gitarren-Soli und expressiven Saxofon-Linien“ in einer Klangästhetik, die „verwegen und trotz gelegentlicher Bluesharmonien befreiend europäisch“ wirkte. Hladíks Spiel ähnelte dabei dem von John McLaughlin.
Auf dem folgenden Album Nová syntéza arbeitete Blue Effect mit dem Jazzorchester des Tschechischen Rundfunks unter Leitung von Kamil Hála zusammen. Weitere Platten der Band folgten. Als Mišík die Band verließ, wurde Hladík ihr Leiter. 
In den 1970er Jahren war die Gruppe europaweit erfolgreich (Konzerte in Polen, DDR, Ungarn, Rumänien u. a.). 1979 nahm Hladik mit Lešek Semelka und Schlagzeuger Vlado Čech den Song Šaty z šátků auf, mit dem sie die Lyra von Bratislava gewannen. 1990 beendete die Band ihre Auftritte.
Die Nachfrage nach Konzerten und nach Neuaufnahme neuer Titel bewog Hladík 2004 zum Weiterspielen. Für die ersten Monate 2010 waren über 30 Konzerte geplant. Bis September 2016 spielte Hladík bei mehreren Besetzungswechseln in der Band mit. 
Die Band verfolgt einen schwer einzuordnenden Stil, der auf einer Bluesgrundlage beruht, jedoch vor allem von den Gitarreninterpretationen Radim Hladíks und jazzigen Einflüssen lebt. Im Allgemeinen wird ihr Stil als Progressive Rock bzw. Fusion bezeichnet.
2001 und 2003 wurde das Stück Má Hra aus dem Jahre 1971 vom französischen Hip-Hop/House-Projekt One-T für dessen Singles The Magic Key und Music Is The One-T ODC als Sample-Quelle verwendet.

## Diskografie

### Alben
- 1970: Meditace (Supraphon 1 13 0689)
- 1970: Coniunctio (zus. mit Jazz Q) (Supraphon 1 13 0845)
- 1971: Kingdom of Life (Exportversion von Meditace) (Supraphon 1 13 1023)
- 1971: Nová syntéza (zus. mit JOČR) (: Panton 11 0288)
- 1974: Nová syntéza 2 (zus. mit JOČR) (: Panton 11 0489 H)
- 1974: A Benefit Of Radim Hladík (Exportversion von Modrý efekt a Radim Hladík) (Supraphon 1 13 1586)
- 1975: Modrý efekt & Radim Hladík (: Supraphon 1 13 1777)
- 1977: Svitanie (Opus 91 9116 0541)
- 1979: Svět hledačů (Panton 8113 0068)
- 1981: 33 (Supraphon 1 13 2897)
- 1991: Comeback: Legendy českého rocku se vracejí (Live-Album)
- 2004: Beatová síň slávy - Blue Effect (Kompilation)
- 2008: Live (Live-Album)
- 2008: Live & Life 1966-2008 (DVD)

### EP
- 1969: Snakes / Sen není věčný / Sun Is So Bright / Blue Taxi

### Singles
- 1969: Slunečný hrob / I've Got My Mojo Working
- 1983: Něžná / Záhada jmelí
- 1987: Doktor / Čajovna
- 1989: Kampa / Úhel pohledu